# Claude Le Jeune

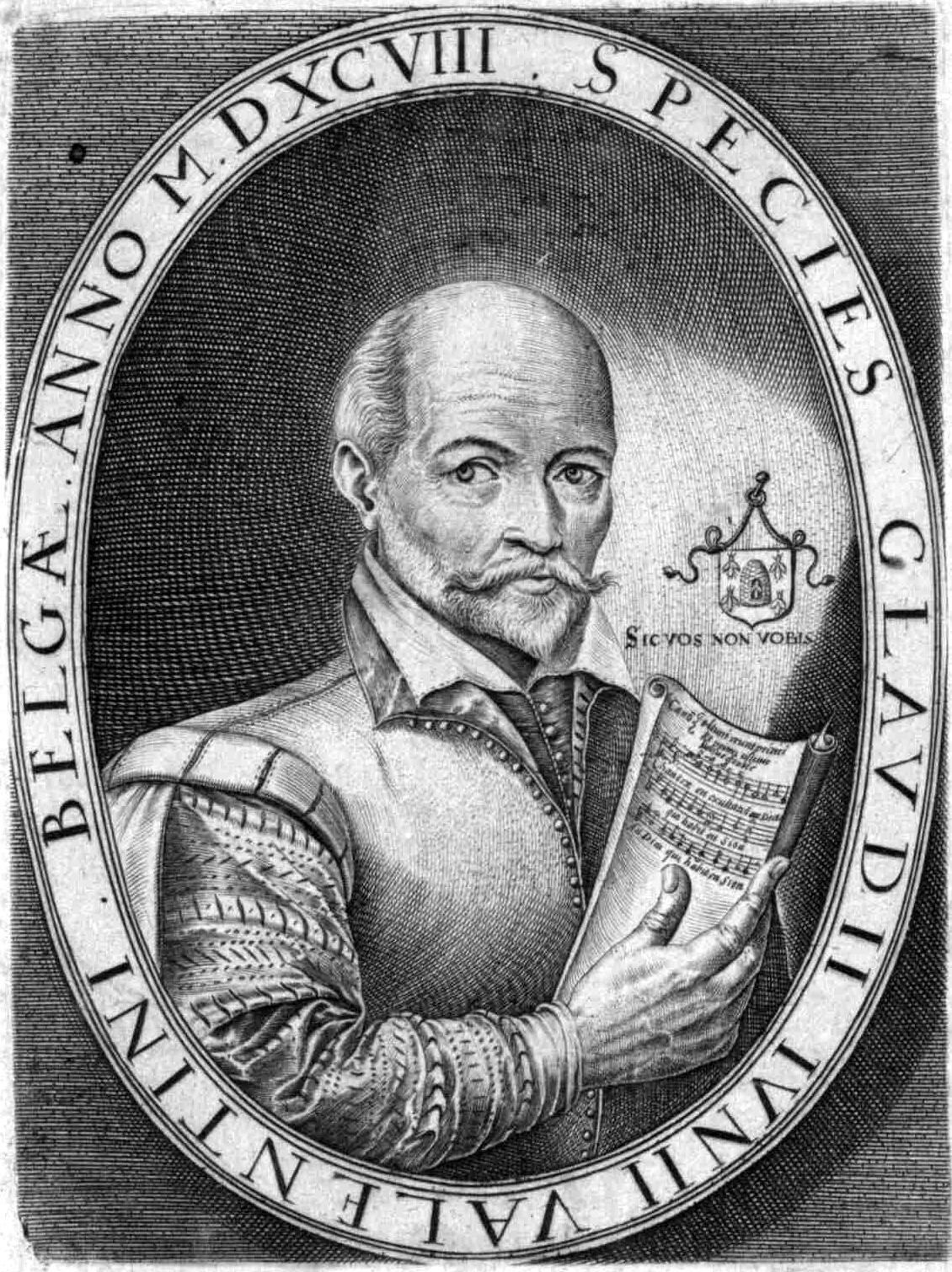
Claude Le Jeune

Claude Le Jeune (* um 1530 in der Nähe von Valenciennes; † vor dem 26. September 1600 in Paris) war ein franko-flämischer Komponist und Lautenist der späten Renaissance.

## Leben und Wirken
In einigen Publikationen mit Werken des Komponisten nach seinem Tod wird er als „natif de Valentienne“ bezeichnet; es gibt auch archivarische Dokumente über die Existenz einer Familie „Le Josne“ in Valenciennes, die der calvinistischen Religion anhing. Über die frühe Zeit von Claude Le Jeune und seine Ausbildung sind keine Informationen überliefert, doch gehen Musikhistoriker davon aus, dass er entweder in Valenciennes selbst oder in deren Umgebung geboren wurde und dort auch seine Ausbildung bekam. Belege über seinen Werdegang sind ab den 1550er Jahren vorhanden. Vier weltliche Chansons, die im Jahr 1552 bei dem Verleger Pierre Phalèse in Löwen erschienen sind, werden ihm zugeschrieben. Zwei Jahre später hat er den ersten Band mit französischsprachigen Psalmvertonungen veröffentlicht, denen die neue Übersetzung von Théodore de Bèze zu Grunde lag, mit dem Titel „Dix Pseaumes de David en forme de motets avec un dialogue“. Gewidmet war dieses Werk zwei Angehörigen des protestantischen Adels, die ihn gefördert hatten. Auch Widmungen späterer Werke (Meslanges von 1585 und Dodecachorde von 1598) offenbaren seine Verbundenheit mit der protestantischen Prominenz seiner Zeit.
Im Jahr 1570 hatten Jean-Antoine de Baïf und Joachim Thibault de Courville († 1581) unter der Schirmherrschaft des französischen Königshauses (Karl IX.) in Paris die kulturelle, humanistisch ausgerichtete Institution Académie de poésie et de musique gegründet; Le Jeune schloss sich diesem Kreis an und wurde einer seiner wichtigsten Komponisten. Publikationen der Akademie waren einer strengen Auswahl unterworfen, so dass die meisten Kompositionen Le Jeunes für diesen Kreis erst nach seinem Tod erschienen sind. Zu den höfischen Feiern anlässlich der Hochzeit von Duc de Joyeuse mit Marguerite de Vaudémont-Lorraine am 24. September 1581 hat Le Jeune einige Kompositionen beigetragen. Im folgenden Jahr ist er als Lautenist in den Dienst von Herzog François d’Anjou, dem Bruder von König Heinrich III. getreten und wirkte bei ihm auch als Lehrer der Chorknaben (Maistre des enfants de musique). Nach dem Tod des Herzogs 1584 war er möglicherweise in den Diensten von Herzog Heinrich von Bouillon und hat adelige Hugenotten unterrichtet. Im Jahr 1590 kam es nach der Ermordung von König Heinrich III. in Paris zu gewaltsamen Auseinandersetzungen, und Claude Le Jeune konnte mit Hilfe des Musikers Jacques Mauduit gerade noch die Stadt verlassen sowie seine wertvolle Sammlung unveröffentlichter Kompositionen mitnehmen. Hierzu gehörte auch Dodecachorde, ein Zyklus von Psalmvertonungen, der dann später (1598) in La Rochelle veröffentlicht wurde. Gewidmet ist dieses Werk dem erwähnten Prinzen Heinrich, Herzog von Bouillon.
1594 kehrte der Komponist nach Paris zurück und trat anschließend in die Hofkapelle von König Heinrich IV. ein, welcher ein weiterer Mäzen von Claude Le Jeune war. Dort wurde er 1596 zum Kammerkomponisten ernannt, was auch in der Widmung eines Dodecachorde vom Jahr 1598 vermerkt wurde. Nach Mitte September 1600 ist Claude Le Jeune verstorben und wurde am 26. September auf dem protestantischen Friedhof der Pariser Gemeinde La Trinité beigesetzt. Weil der Komponist zu Lebzeiten nur ungern eigene Werke im Druck erscheinen ließ, sind erst nach seinem Tod eine Reihe von Kompositionen unter der Aufsicht seiner Schwester Cécile und seiner Nichte Judith Mardo veröffentlicht worden, so Le Printemps (1603), mehrere Bücher mit Psalmvertonungen (1602–1610), die Octonaires de la vanité et inconstance du monde (1606), die Pseaumes en vers mesurés (1606), die Bücher mit Airs (1608) und das Second Livre des melanges (1612).

## Bedeutung
Das Gesamtwerk von Claude Le Jeune von etwa 650 Stücken zeigt ein breites Spektrum an kompositorischen Formen; seine Werke beweisen ein großes kontrapunktisches Können und eine erkennbare Vorliebe für die Techniken von Cantus firmus und Kanon. Nachdem er sich sehr gründlich mit der humanistischen Auffassung beschäftigt hat, dass Töne einen Hörer tief bewegen können, werden in seiner Musik die jeweils zur Vertonung ausgewählten literarischen und geistlichen Texte sorgfältig berücksichtigt. Eine Sonderform des polyphonen Liedes stellen seine in den 1570er Jahren entstandenen „Airs en vers mesurés à l’antique“ dar, Chansons, in denen er sich eng an die von Jean-Antoine de Baïf aufgestellten Regeln der Musique mesurée für die französische Lyrik hält. Entsprechend diesen Regeln haben diese Chansons einen streng homorhythmischen Satz, der sich an den langen und kurzen Silben der einzelnen Zeilen orientiert.
Ein weiterer wichtiger Teil seines Schaffens besteht in den zahlreichen Vertonungen von Psalmen. Neben seinem Werk „Pseaumes en vers mesurés“ sind mehrere Sammlungen von Psalmkompositionen entstanden, die alle mehr oder weniger auf den Texten und Melodien des calvinistischen Genfer Psalters beruhen und große Verbreitung gefunden haben. Diese Kompositionen waren nicht gedacht für den kirchlichen Gemeindegesang, sondern stellen eine große Sammlung privater Andachtsmusik dar. Die nach Le Jeunes Tod erschienene Ausgabe des Gesamtpsalters wurde unter anderem im Jahr 1646 in Amsterdam, 1669 in Basel (mit dem deutschen Text von Ambrosius Lobwasser) und 1733 in Strada im schweizerischen Unterengadin mit rätoromanischem Text veröffentlicht.
Einzelne andere Werke von Claude Le Jeune gehen auf Kompositionen von Adrian Willaert, Clément Janequin und Jean Richafort zurück. Auch italienische Einflüsse zeigen sich in manchen Werken; so konnte die Musikwissenschaftlerin Isabelle His 1991 und 2000 nachweisen, dass viele Chansons der Sammlung Les Melanges von 1585 auf italienische Canzonen und Villanellen zurückgehen, die in der Mitte des 16. Jahrhunderts in gedruckter Form bekannt waren. Darüber hinaus hat sich der Komponist offensichtlich sehr sorgfältig mit den Schriften der zeitgenössischen Musiktheoretiker befasst, besonders von Gioseffo Zarlino. Dessen neue Nummerierung der Modi hatte wesentlichen Einfluss auf Le Jeunes Dodecachorde (12 Psalmen, die jeweils ein Beispiel für einen Modus darstellen) und Octonaires (36 Stücke, nach den 12 Modi gruppiert).

## Werke
- Messen
  - Missa ad placitum zu vier bis sieben Stimmen, erschienen 1607
  - Messe zu 5 Stimmen (Autorschaft ungesichert)
- Psalmen
  - „Dix Pseaumes de David en forme de motets avec un dialogue“ zu vier bis sieben Stimmen, erschienen 1564
  - „Dodecachorde“ zu zwei bis sieben Stimmen, erschienen La Rochelle 1598 (enthält 12 Psalmen)
  - „Les 150 Pseaumes“ zu vier bis fünf Stimmen, erschienen 1601
  - „Premier Livre, contenant 50 pseaumes de David mis en musique“ zu drei Stimmen, erschienen 1602
  - „Pseaumes en vers mesurés“ zu zwei bis acht Stimmen, erschienen 1606
  - „Second Livre contenant 50 pseaumes de David“ zu drei Stimmen, erschienen 1608
  - „Troisieme Livre des pseaumes de David“ zu drei Stimmen, erschienen 1610
  - Zwei Psalmen zu fünf bis sechs Stimmen im „Second Livre des melanges“, erschienen 1612
- Sonstige geistliche Vokalwerke
  - Magnificat, acht Motetten und ein Chanson spirituelle zu drei bis zehn Stimmen in der Sammlung „Modulorum ternis vocibus […] volumen primum“, erschienen 1565
  - „Livre de meslanges“, erschienen 1585
  - „Second Livre des meslanges“, erschienen 1612
  - „Octonaires de la vanité et inconstance du monde“ zu drei bis vier Stimmen, erschienen 1606 (enthält 36 geistliche Lieder)
- Weltliche Vokalwerke
  - „Livre de meslanges“ zu vier bis zehn Stimmen, erschienen Antwerpen 1585 (enthält 26 Chansons, 36 Canzonetten und 1 lateinische Echomotette)
  - „Airs mis en musique“ zu vier bis fünf Stimmen, erschienen 1594 (enthält 33 Airs)
  - „Le printemps“ zu zwei bis acht Stimmen, erschienen 1603 (enthält 33 Airs mesurées und 6 chansons)
  - „Airs“ zu drei bis sechs Stimmen, erschienen 1608 (enthält 59 Airs)
  - „Second Livre des melanges“ zu vier bis acht Stimmen, erschienen 1612 (enthält 31 Chansons, 3 Airs, 2 Airs mesurées und 7 Canzonetten)
  - Chansons, Airs, und Canzonetten zu vier bis fünf Stimmen in verschiedenen Einzelausgaben, erschienen zwischen 1552 und 1605
- Instrumentalmusik
  - Drei Fantasien zu vier bis fünf Stimmen in dem „Second Livre des melanges“, erschienen 1612